# باغ فین
باغ فین کاشان، نام یک باغ ایرانی است که از زمان‌های قدیم در محله ای به نام فین در کاشان جای داشته‌ است. حمام فین هم یک حمام تاریخی است و در مجموعه باغ فین قرار دارد. جایی است که ناصرالدین‌شاه، در سال ۱۸۵۲ میلادی (۱۲۳۰ ه‍.ش) صدراعظم خود امیرکبیر را در آن به قتل رساند. سابقه و قدمت باغ فین و بناهای آن به دوره صفویه بازمی‌گردد. وسعت باغ بالغ بر ۲۳ هزار مترمربع و شامل یک حیاط مرکزی است که به وسیله دیوار، بارو و برجهای استوانه شکل محصور شده‌ است. در مقایسه با بسیاری از باغ‌های ایرانی مشابه، باغ فین با آب قابل توجهی آب‌رسانی می‌شود. این باغ تاریخی یکی از پربازدیدترین مکان‌های گردشگری در استان اصفهان است به قسمی که عنوان پربازدیدترین اثر تاریخی این استان را در نوروز ۱۳۹۷ و ۱۳۹۸ به دست آورد.
باغ فین و مجموعه بناهای آن در کاشان، باغ فین واقع شده و این اثر در تاریخ ۱۵ آذر ۱۳۱۴ با شمارهٔ ثبت ۲۳۸ به‌عنوان یکی از آثار ملی ایران به ثبت رسیده‌ است؛ و چند سال است که به ثبت جهانی یونسکو نیز رسیده‌ است.

باغ فین کاشان از آثار ملی و جزوی از ۹ باغ ایرانی در فهرست میراث جهانی است. داخل این باغ زیبا و سرسبز دیدنی‌های زیادی مثل خلوت کریمخانی، حوض جوشان،‌موزه ملی کاشان، شترگلوی قاجاری، تقسیم‌گاه آب موجود است. باغ که از زمان‌های دور محل رفت‌و‌آمد اعیان و اشراف بوده نمونه‌ کاملی از معماری باغ ایرانی می باشد. تک تک عناصر آب، تقارن، کاشت دقیق گیاهان و عمارت مرکزی که از ویژگی‌های باغ ایرانی است در این باغ در سطح بالایی از زیبایی مشاهده می‌شود. عمارت کوشک صفوی با نقاشی‌های زیبایی تزئین شده بوده که بخشی از آن در جریان حمله‌ افغان‌ها تخریب شد و بخش دیگر در دوره‌ قاجار با گچ پوشانده شده و مرمت گردیده است.

## تاریخچه باغ فین

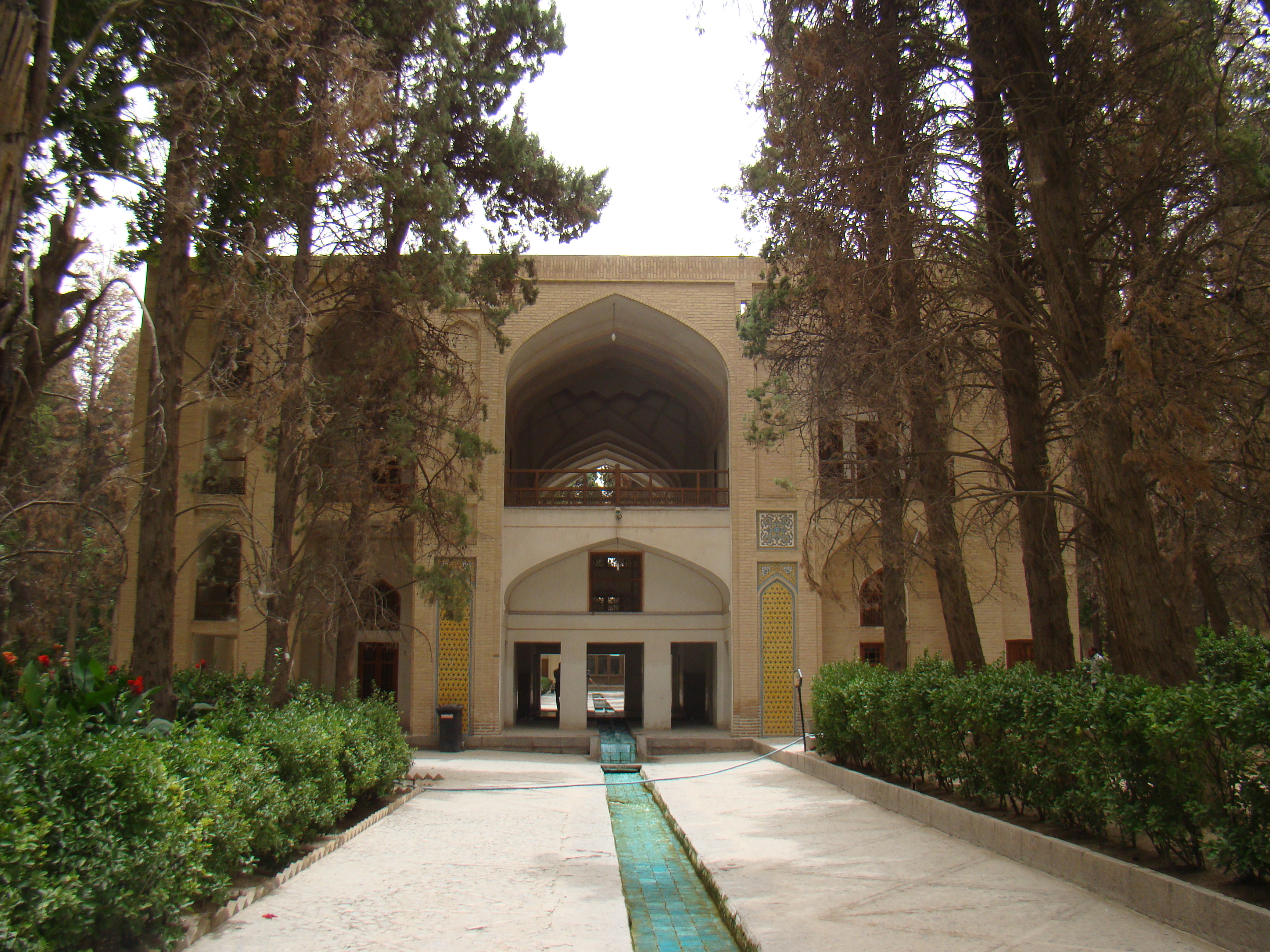
درختان سرو کهنسال باغ پین

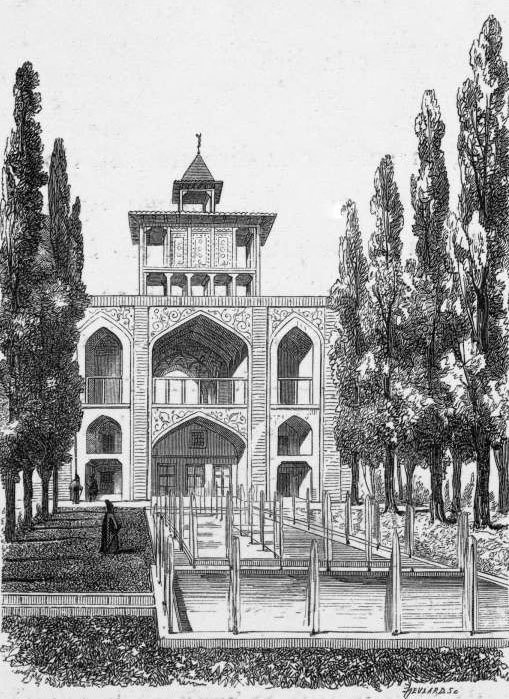
اقامتگاه سلطنتی فین در دوران محمدشاه قاجار (قبل از قتل امیرکبیر)

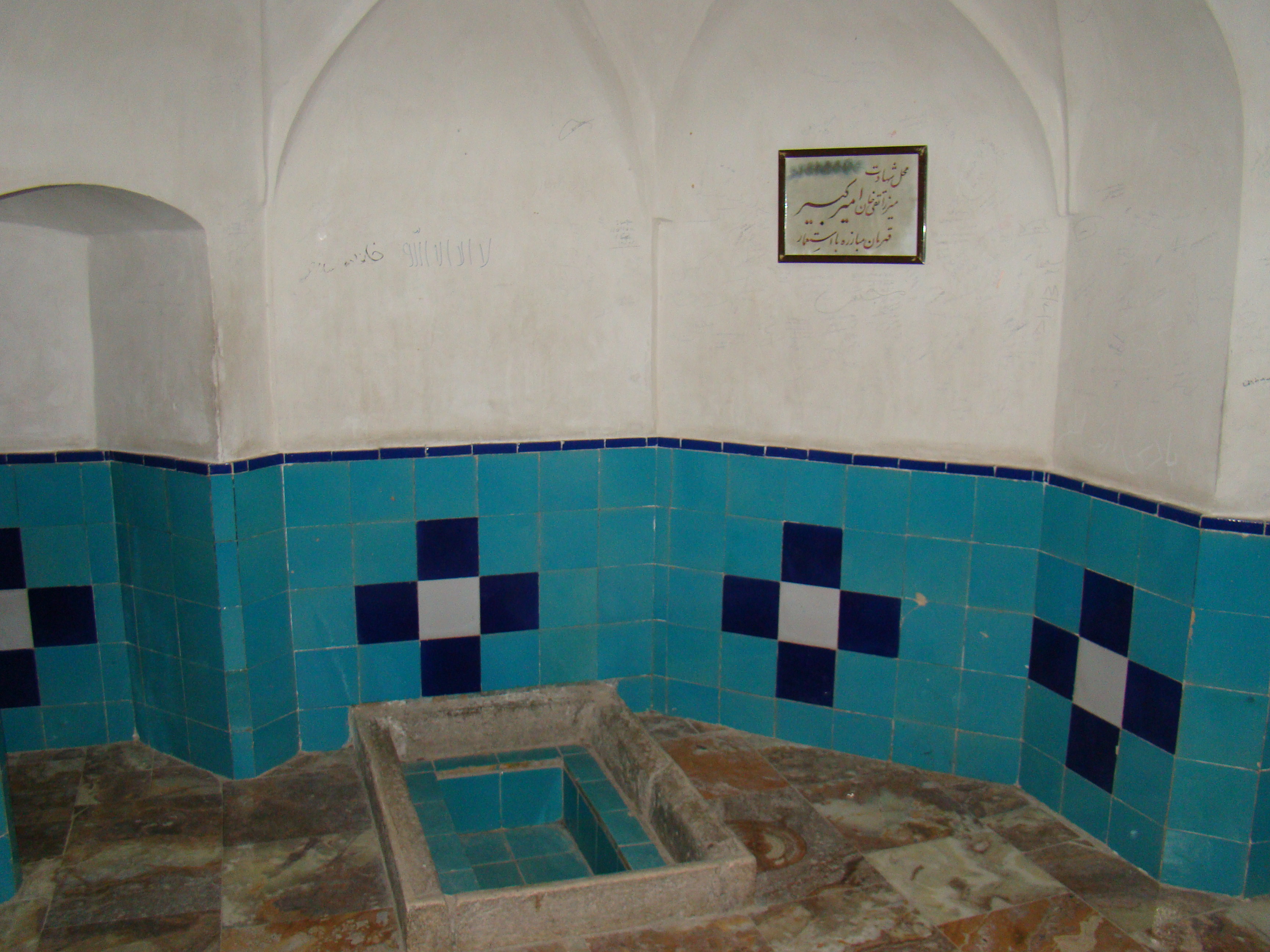
مقتل امیرکبیر در حمام فین کاشان

برخی منابع تاریخی قدمت این باغ را به دوران سلطنت آل‌بویه می‌رسانند. به استناد این منابع، زلزله مهیب سال ۱۵۷۳ میلادی باعث تخریب کلی باغ شد. بقایای باغی در چند صد متری باغ فین (باغ نو) موجود است که به باغ کهنه معروف است. باغ کهنه در دوره ایلخانان مغول بیشترین گسترش را یافته بوده‌است. به هرحال ساختمان باغ فین فعلی به دوران شاه عباس بزرگ نسبت داده شده و میراث فرهنگی ایران طراح باغ را غیاث‌الدین جمشید کاشانی می‌داند. با این وجود منابع دانشگاهی طراح باغ را شیخ بهایی معرفی می‌کنند.
کار ساخت و توسعه عمرانی باغ در دوره شاه صفی و شاه‌عباس دوم نیز ادامه یافت و به اوج رسید. بناهای سردر ورودی، کوشک صفوی و یکی از حمام‌ها محصول این دوره بوده‌اند. همچنین شاه سلیمان صفوی صفه‌ای پیرامون چشمه فین بنا نمود که احتمالاً موجب تغییر نام چشمه فین به چشمه سلیمانیه بوده‌است. از اواخر دوره صفویه تا دوره زندیه و هم‌زمان با حمله افغان و لشکرکشی‌های نادر شاه، توجهی به باغ نشده‌است. در دوره کریمخان زند و هم‌زمان با وقوع چند زلزله پیاپی، باغ و ابنیه موجود در آن مورد مرمت قرار گرفت و بنای خلوت کریمخانی به آن افزوده گشت.
در دوره سلطنت فتحعلی‌شاه قاجار، بخش‌هایی زیادی به ابنیه باغ افزوده شد. تقریباً مابقی ابنیه موجود در باغ، همگی محصول این دوران است؛ ولی با مرگ فتحعلی‌شاه، کار رسیدگی به باغ و درختان آن رها شد و حتی بخش‌هایی از باغ از میان رفت. با ثبت ملی این اثر در هفتاد سال پیش، رسیدگی و توجه به آن اهمیت بیشتری یافت. در دوره پهلوی، بنای موزه ملی کاشان بر خرابه‌های خلوت نظام‌الدوله و همچنین بنایی در حدفاصل کتابخانه و حمامها ساخته شد و سایر ابنیه نیز مورد مرمت قرار گرفت. سوء مدیریت و بی‌توجهی در چند سال اخیر، موجب خسارات جبران‌ناپذیری به باغ شده‌است.

## مرمت

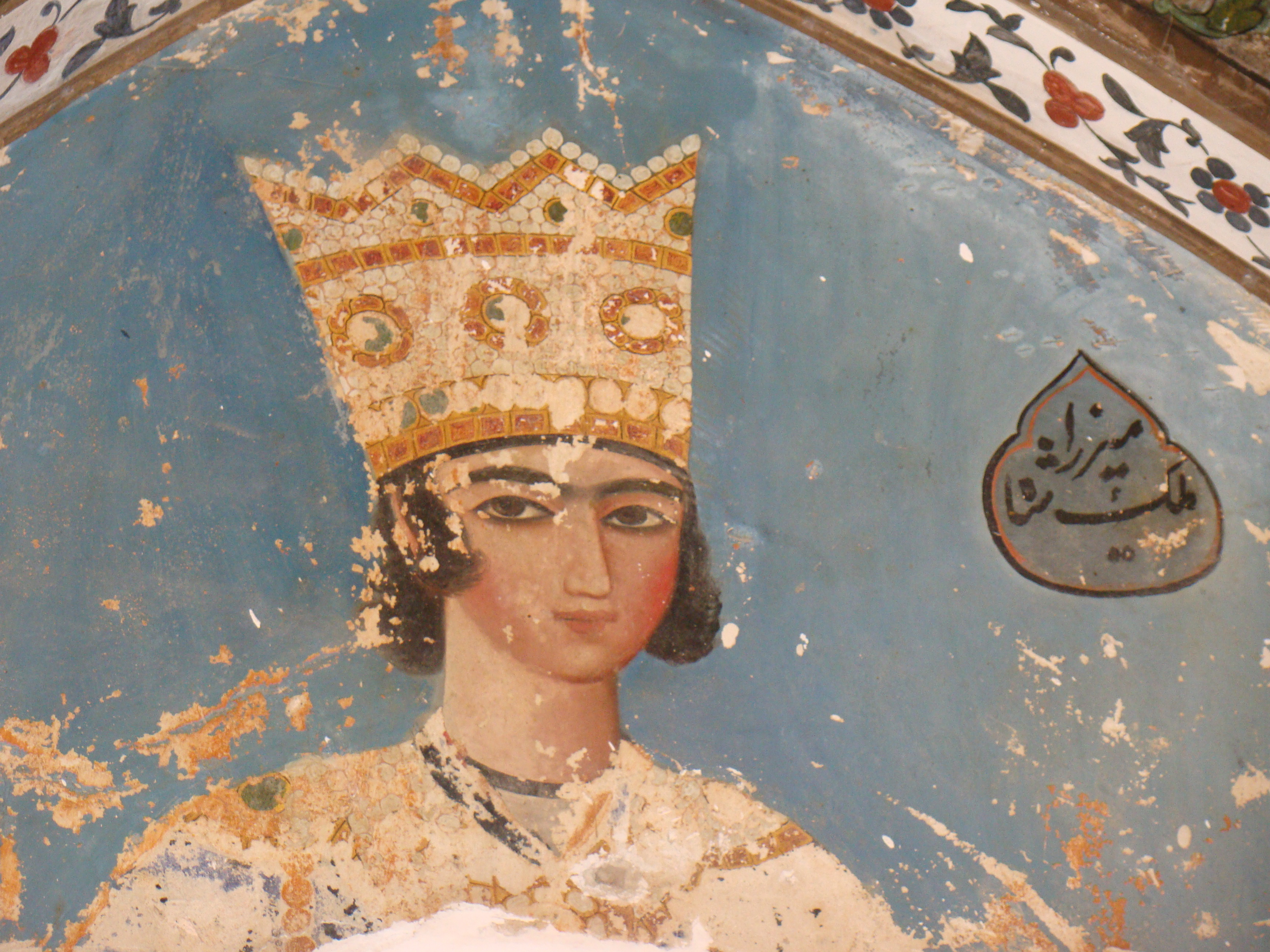
rihgt

در سال ۱۹۳۵ و هم‌زمان با ثبت ملی این اثر، ابتدا استخر مرکزی باغ مورد مرمت قرار گرفت. در سال ۱۳۳۶ بنای موسوم به خلوت نظام‌الدوله که به‌طور کامل تخریب شده بود، مجدداً بنا شد و به موزه ملی اختصاص یافت. مرمت سایر عناصر معماری ازجمله کوشکها در سال ۱۹۷۹ آغاز شد.
در سال ۱۳۸۷ ادامه ساماندهی کف فرش، تهیه پرونده طرح آسیب‌شناسی و درمان پوشش سبز گیاهی باغ فین، ساماندهی مجاری آب خروجی حوض‌ها و جوی‌های داخل باغ، مرمت در چوبی گره چینی شده عمارت سر در، آواربرداری و بام‌سازی کوشک صفوی و ساماندهی راه آب‌های آن به انضمام آواربرداری و بام‌سازی ضلع غربی و همچنین نصب دوربین‌های مداربسته باغ انجام شد.
به دنبال تشکیل پرونده ثبت جهانی این اثر، در سال ۱۳۸۹ یونسکو دستور اعمال تغییراتی در سنگ‌فرش و پیاده‌روهای باغ صادر نمود که این تغییرات انجام شده‌است.

## معماری باغ
وجود عناصر آب و درخت که عناصری پویا هستند در کنار ابنیه که عناصر ثابت معماری هستند، هویتی زنده به این اثر فرهنگی و تاریخی بخشیده‌است. باغ فین یکی از مهم‌ترین نمونه باغ‌های ایرانی است که همچنان زنده و پابرجاست. همچنین این باغ به خوبی روش ایجاد منظر فرهنگی را معرفی می‌کند.
- عنصر آب

در طراحی باغ فین، آب اساسی‌ترین عنصر بوده‌است. آب در باغ فین به صورت‌های راکد (در استخر مقابل کوشک و حوض خانه صفوی)، روان (در جوی‌ها)، فورانی (فواره‌ها) و جوششی (ظهور آب از حفره‌های منظم کف حوض در حوض جوش و حوضخانه صفوی و شترگلوی فتحعلی شاه) حضور دارد. هریک از اشکال گوناگون آب در این باغ، مفهومی خاص را تداعی می‌کند. آب فراوان و جریان آن در جوی‌هایی با کاشی فیروزه‌ای، در محیطی که آب واقعاً کمیاب است و درختانی با سایه گسترده در تضادی بزرگ با کویر خشک و طبیعتی نامهربان است که در پشت دیوارهای باغ گسترده‌است.
آب جاری در جوی‌ها، استخرها و حوضهای باغ از چشمه سلیمانیه تأمین می‌شود. آب این چشمه ابتدا در استخری در پشت باغ جمع می‌شود. اختلاف ارتفاع این استخر نسبت به سطح جوی‌ها، ایجاد فواره‌هایی را امکان‌پذیر کرده‌است که به روش ثقلی آب را به بالا پرتاب می‌کنند.
- چگونگی ساخت و عملکرد فواره‌ها

زیر تمام جوی‌ها و دور تمام حوض‌ها در عمق یک متری زمین لوله‌هایی تعبیه شده به اسم تنبوشه که این لوله‌ها از جنس سفال بوده که از یک طرف به حوض‌های اصلی متصلند و طرف دیگر آن در انتهای جوی مسدود است. آب از یک طرف وارد می‌شود و چون انتهای لوله مسدود است آب از فواره‌ها خارج می‌شود. چون سطح زمین شیب دارد برای اینکه فشار تقسیم شود قطر لوله را متفاوت ساخته‌اند. ابتدای لوله از انتهای آن قطورتر است به این ترتیب فشار تقسیم می‌شود و آب به یک میزان از فواره خارج می‌شود.
آب حوض اصلی از دوازده چشمه داخل آن می‌جوشد که به آن حوض جوش گفته می‌شود. از آن به بعد، آب در جوی‌هایی با کاشی‌های فیروزه‌ای جریان می‌یابد. رنگی که با رنگ خاکی صحراهای اطراف در تضاد است.
- طراح سیستم آب رسانی

طراح سیستم، ریاضی‌دان معروف قرن دهم و عصر صفوی، غیاث الدین جمشید کاشانی است. ایشان دویست سال قبل از پاسکال از قانون اختلاف سطح استفاده کرده و از شیب طبیعی زمین بهره جسته‌است
- عنصر درخت

مهم‌ترین گیاهان باغ فین، شامل ۵۷۹ اصله درخت سرو و ۱۱ اصله درخت چنار است. با توجه به قدمت این درختان، به نظر می‌رسد که درخت سایه گستر و همیشه سبز سرو در طراحی باغ نقش کالبدی داشته و کاشت معدود درختان خزان دار چنار موجود در باغ، فقط به منظور افزایش کیفیت بصری صورت گرفته‌است. به نظر می‌رسد که کاربرد درخت سرو در ادبیات فارسی به عنوان نماد زیبایی انسان در این انتخاب بی‌تاثیر نبوده‌است.
اغلب درختان باغ، بین ۱۰۰ تا ۴۷۰ سال سن دارند. طی پانزده سال گذشته و بخصوص بعد از سال ۱۳۸۶، مجموعه‌ای از عوامل موجب بروز فاجعه خشکی و بیماری درختان شد. عواملی همچون مهار فیزیکی غیراصولی، دخالت غیر کارشناسانه، سرمازدگی شدید، عبور سیم و کابل برق و لوله‌گذاری‌های تأسیساتی، ایجاد پیاده‌روهای آهکی و سیمانی و محصور کردن درختان با آن، آبیاری نادرست و غیراصولی، آفت شپشک، نادیده گرفتن دستور غذایی درختان، مشکلات مدیریتی و نادیده گرفتن نظرات کارشناسان موجب گردید تا حداقل ۱۱۲ درخت تاریخی به‌طور کامل خشک شده و تعداد زیادی هم بین ۳۰ تا ۵۰ درصد آسیب ببینند. مسئولین میراث فرهنگی پایان یافتن «عمر مفید» درختان را دلیل خشک شدن آن‌ها می‌دانند.
- عنصر ابنیه

در طراحی اولیه باغ، حفظ تقارن اهمیت ویژه‌ای داشته‌است. به تدریج و با دخالت شاهان، از این تقارن کاسته شده‌است. این خروج از تقارن هم در محورهای تردد در باغ و هم در ابنیه اضافه شده پس از دوره صفویه به چشم می‌خورد.
در مرکز باغ، کوشک صفوی قرار دارد. حمام کوچک و عمارت سردر سایر ابنیه دوره صفوی را تشکیل می‌دهند. کوشک قاجاری با نقاشی‌های زیبای سقفی و دیواری نیز در انتهای باغ و خارج از محور تقارن باغ واقع است. حمام سلطنتی، موزه ملی، خلوت کریمخانی و اتاق شاه‌نشین ابنیه‌ای هستند که پس از دوران صفویه به ابنیه باغ افزوده شده‌اند.

## ثبت ملی و جهانی

نمایی از کوشک صفوی در باغ فین.

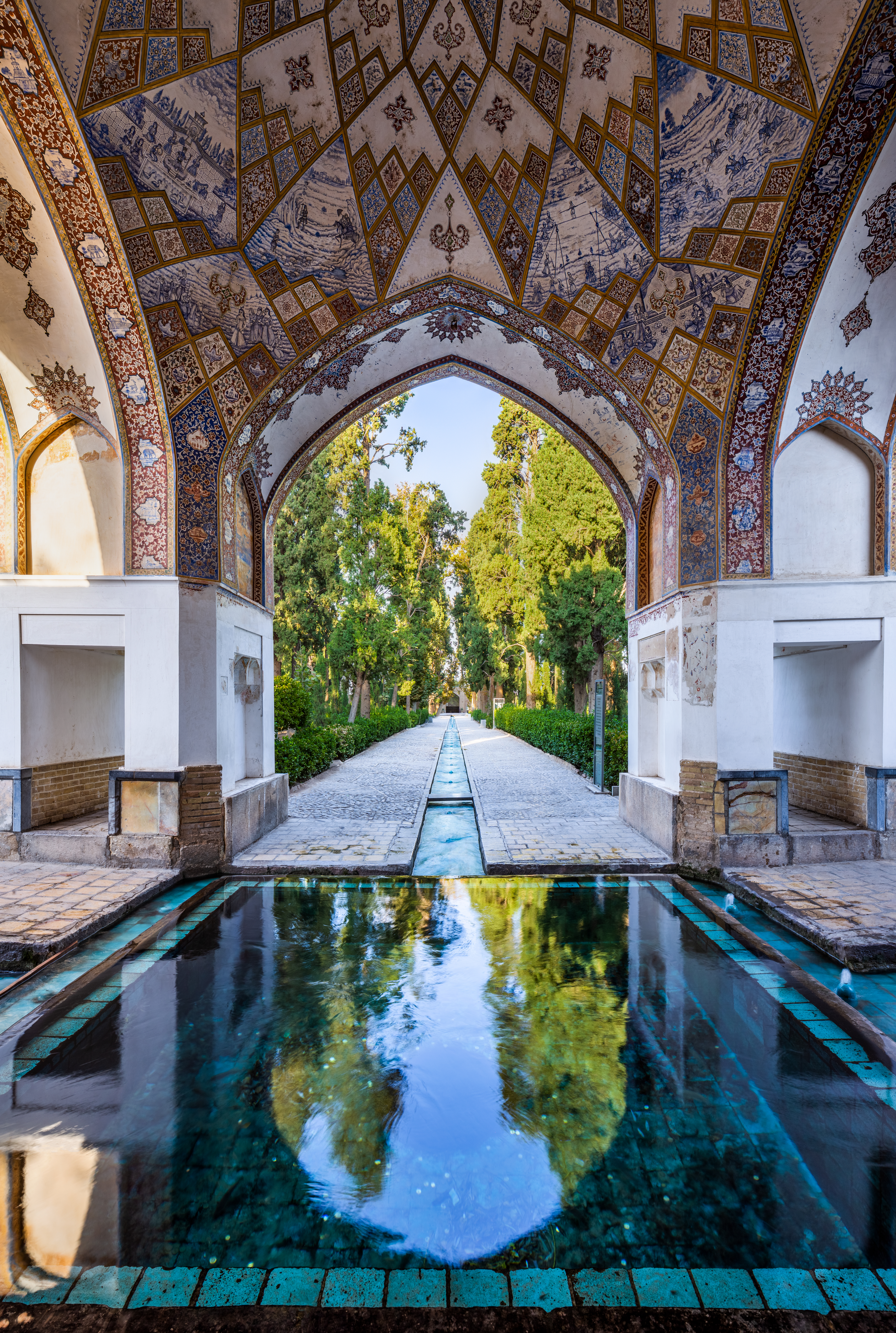
نگاره‌ای از یکی از کوشک‌های باغ فین.

مجموعه باغ فین در سال ۱۹۳۵ میلادی در آثار ملی ایران به ثبت رسید. کار ثبت جهانی این اثر که از سال ۲۰۰۷ میلادی آغاز شده بود، چندین سال به طول انجامید و سرانجام در زمستان ۱۳۸۹، مرحله اول ثبت این اثر در فهرست میراث جهانی یونسکو به انجام رسید.

## موقعیت و کاربرد فعلی
باغ فین در ۹ کیلومتری مرکز شهر کاشان و در انتهای خیابان امیرکبیر فعلی و روستای فین کوچک قدیم قرار دارد. این باغ در مجاورت چشمه سلیمانیه و بالادست دشتی با شیب ملایم قرار دارد. در حال حاضر بخشی از ابنیه موجود به چای‌خانه و کباب‌خانه اختصاص دارد. دسترسی به باغ فین از طریق خیابان امیرکبیر صورت می‌پذیرد. وسایل نقلیه عمومی از جمله مینی‌بوس از مرکز شهر کاشان این دسترسی را تأمین می‌کنند.
موزه ملی کاشان واقع در این باغ از سال ۱۳۸۵ تا سال ۱۳۸۹ تعطیل بوده و در بهمن‌ماه ۱۳۸۹ مجدداً دایر شده‌است. امروزه بازدید از بخش‌های گوناگون باغ امکان‌پذیر است. این مجموعه، در کنار میدان نقش‌جهان و کاخ چهلستون، بیشترین بازدیدکننده و گردشگر استان اصفهان را به سوی خود جلب می‌کند.

## بازدید از حمام تاریخی باغ فین
بازدید از حمام باغ فین، در اغلب زمان‌ها به روی عموم بسته‌است. تنها در سوم فروردین ماه بازدید از حمام تاریخی باغ فین کاشان در نوروز ۱۳۹۷ به دستور مسئولین اداره میراث فرهنگی این شهر با تفکیک جنسیتی و به صورت مردانه و زنانه صورت گرفت.

## نگاره‌ها

نگاره‌ای از معماری سقف کوشک صفوی در باغ فین کاشان
جوی‌های انتقال آب
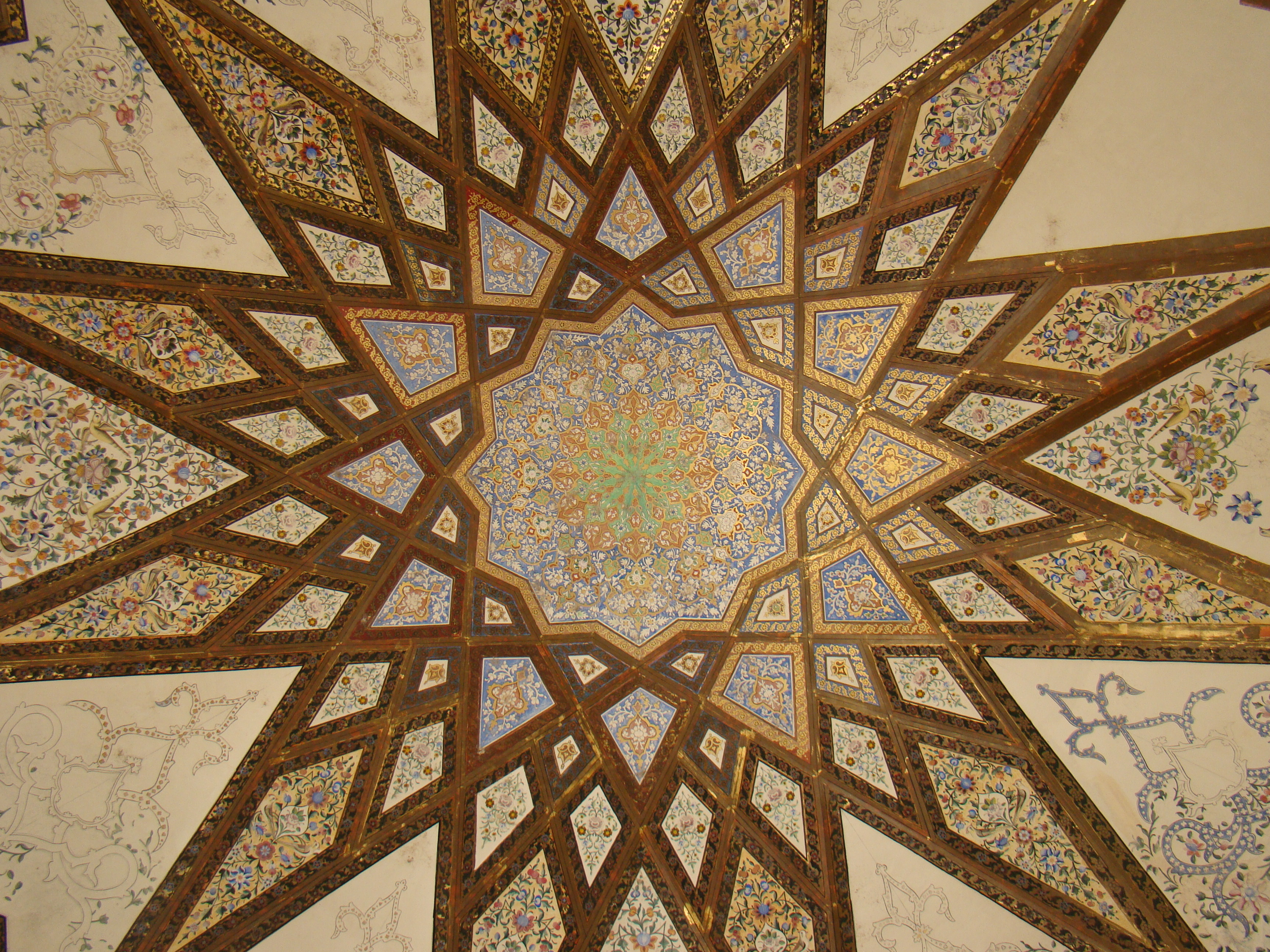
نقاشی روی سقف
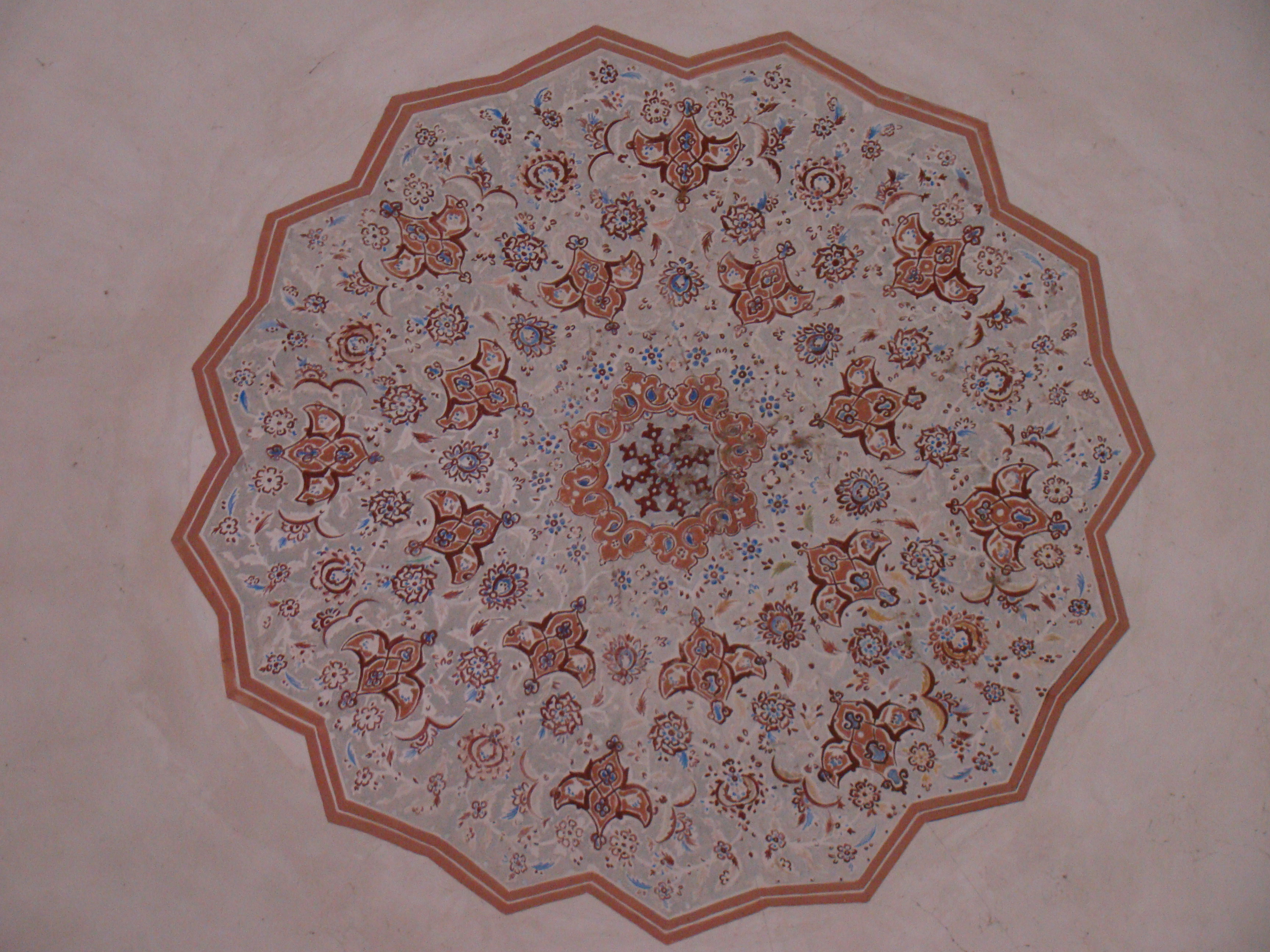
نقاشی روی سقف
نگاره‌ای از سقف یک کوشک در باغ فین
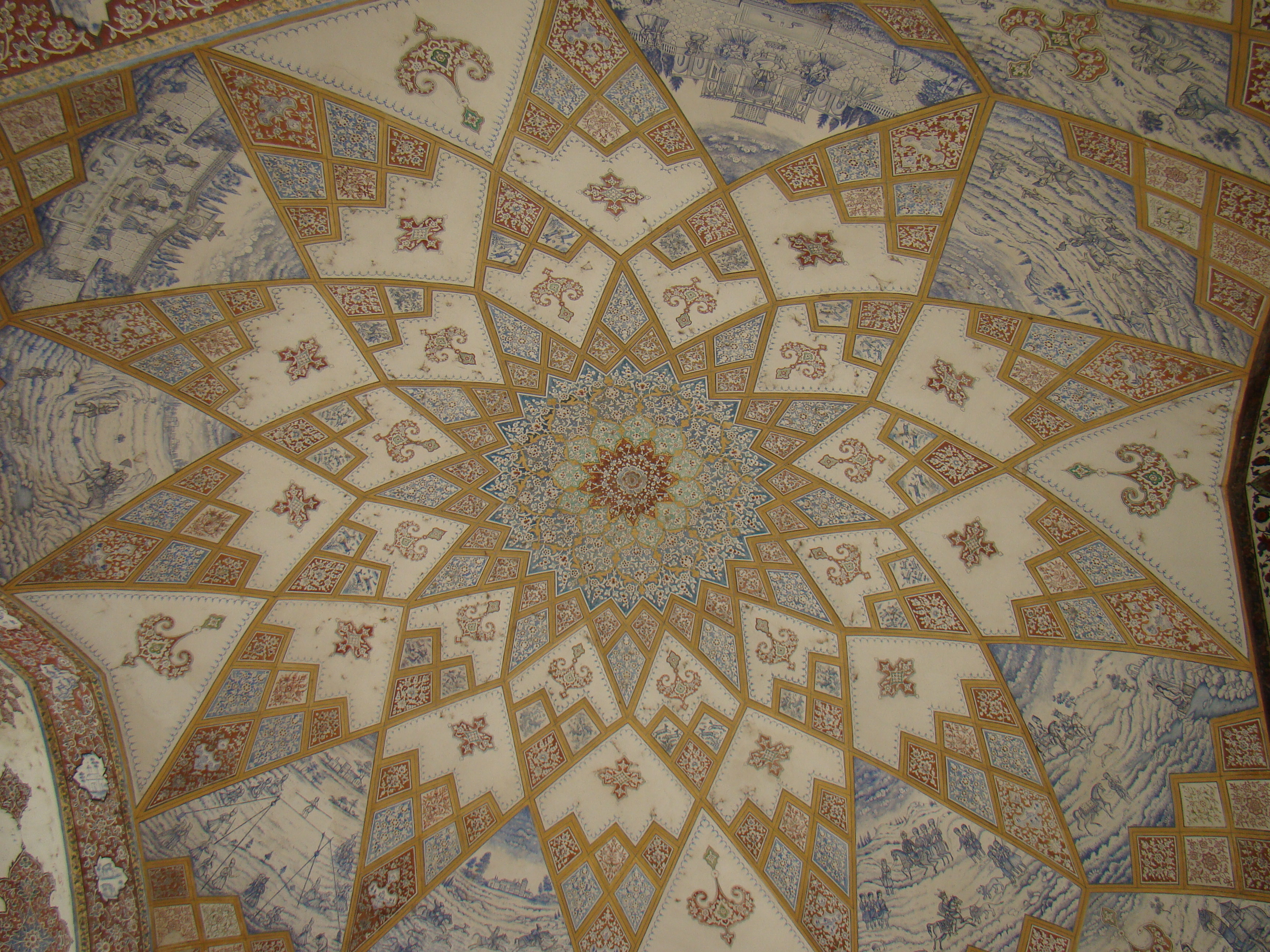
نقاشی روی سقف
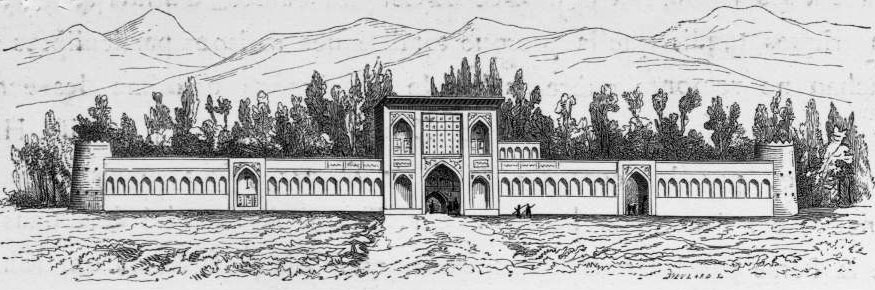
در سال ۱۲۲۰ شمسی
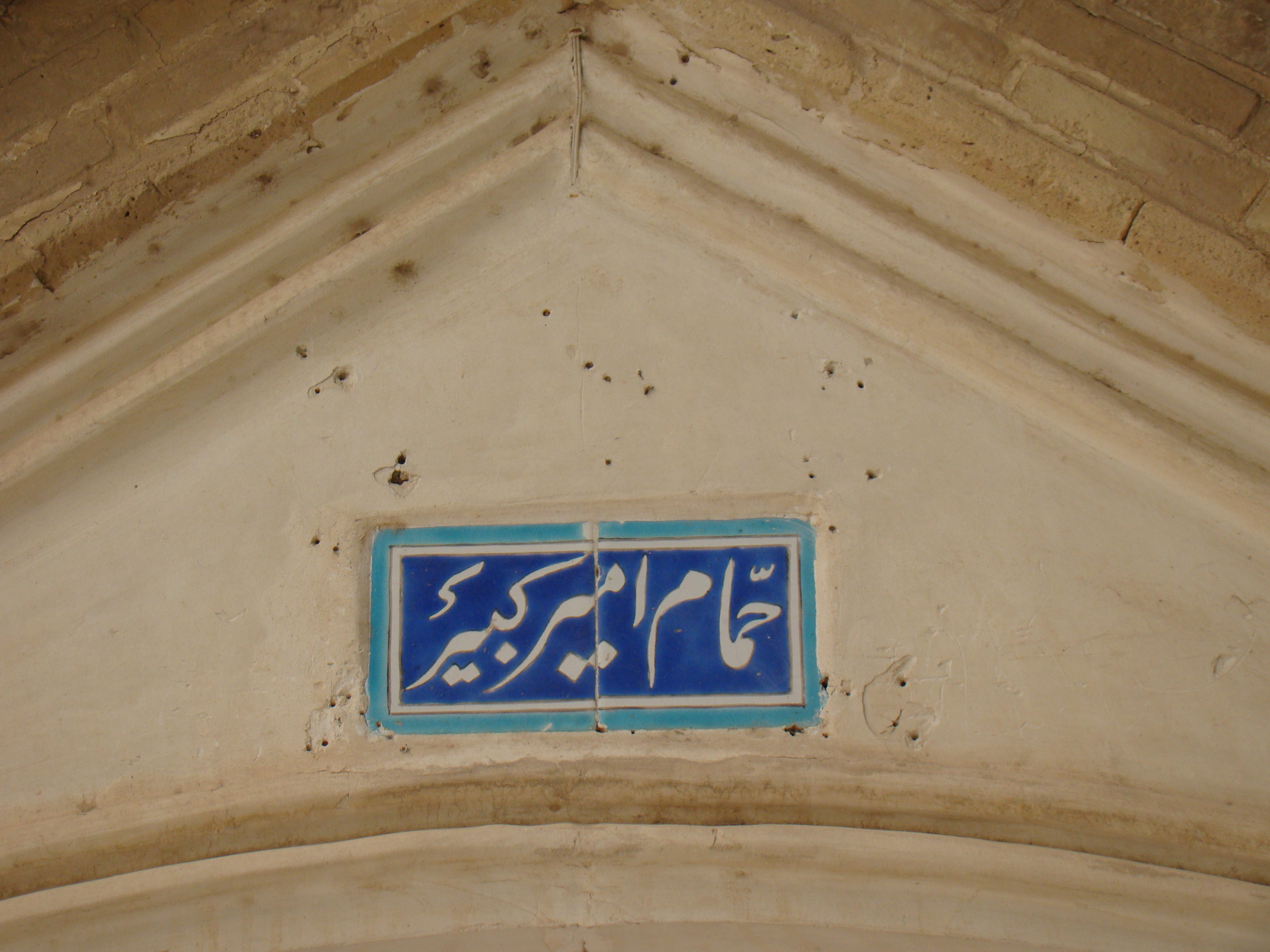
حمام قاجاری
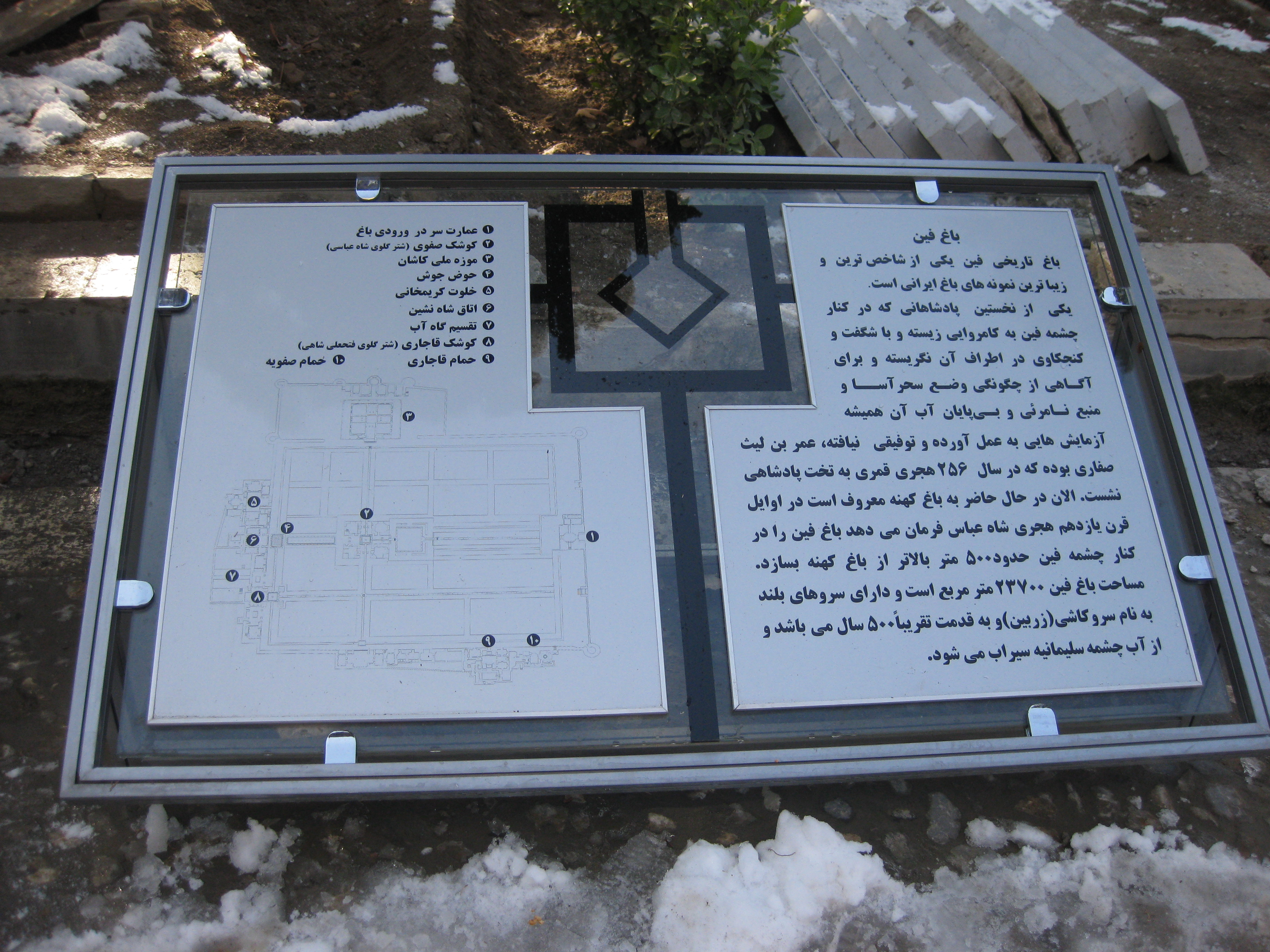
تابلوی راهنما فارسی
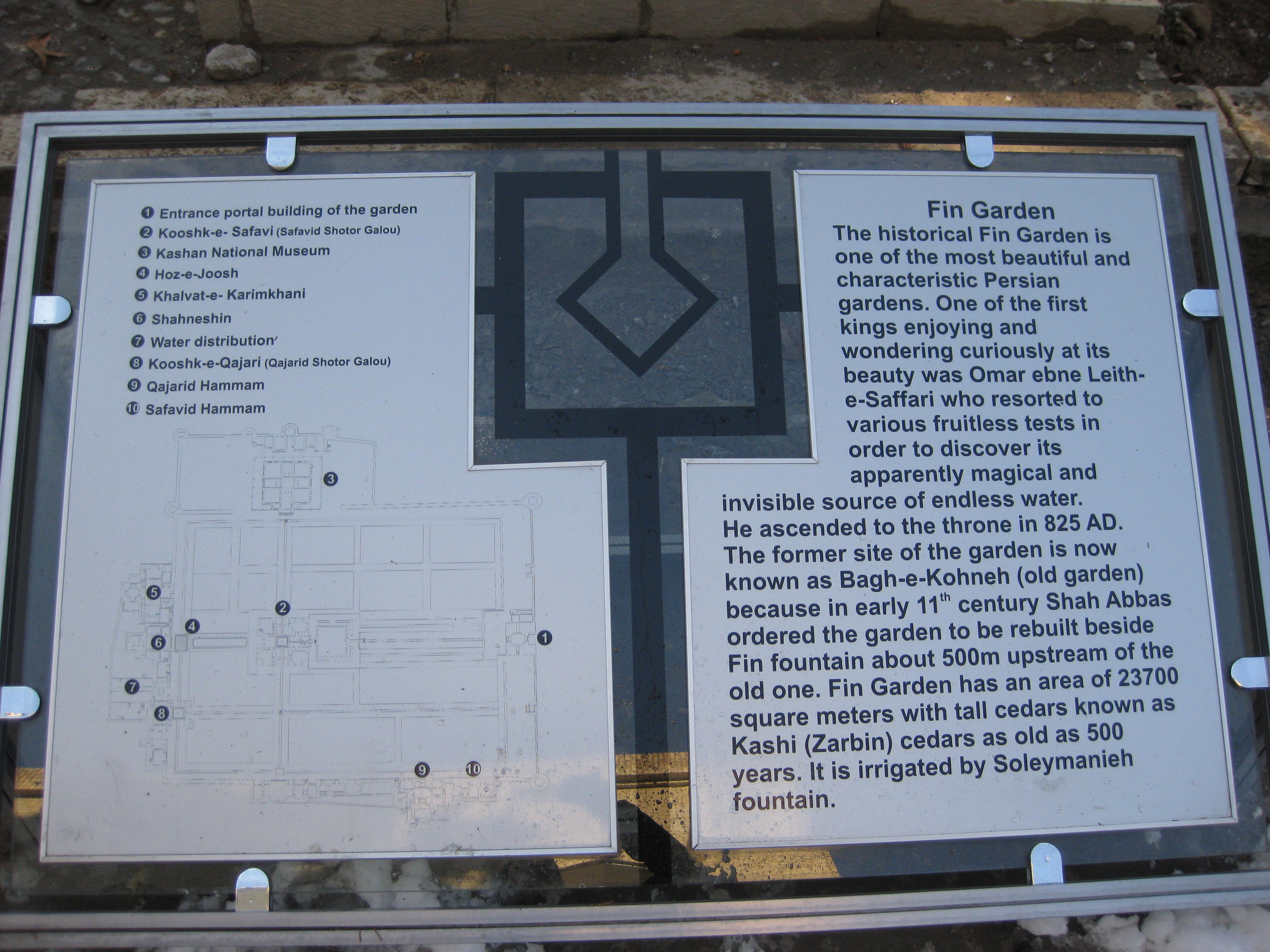
تابلوی راهنما انگلیسی
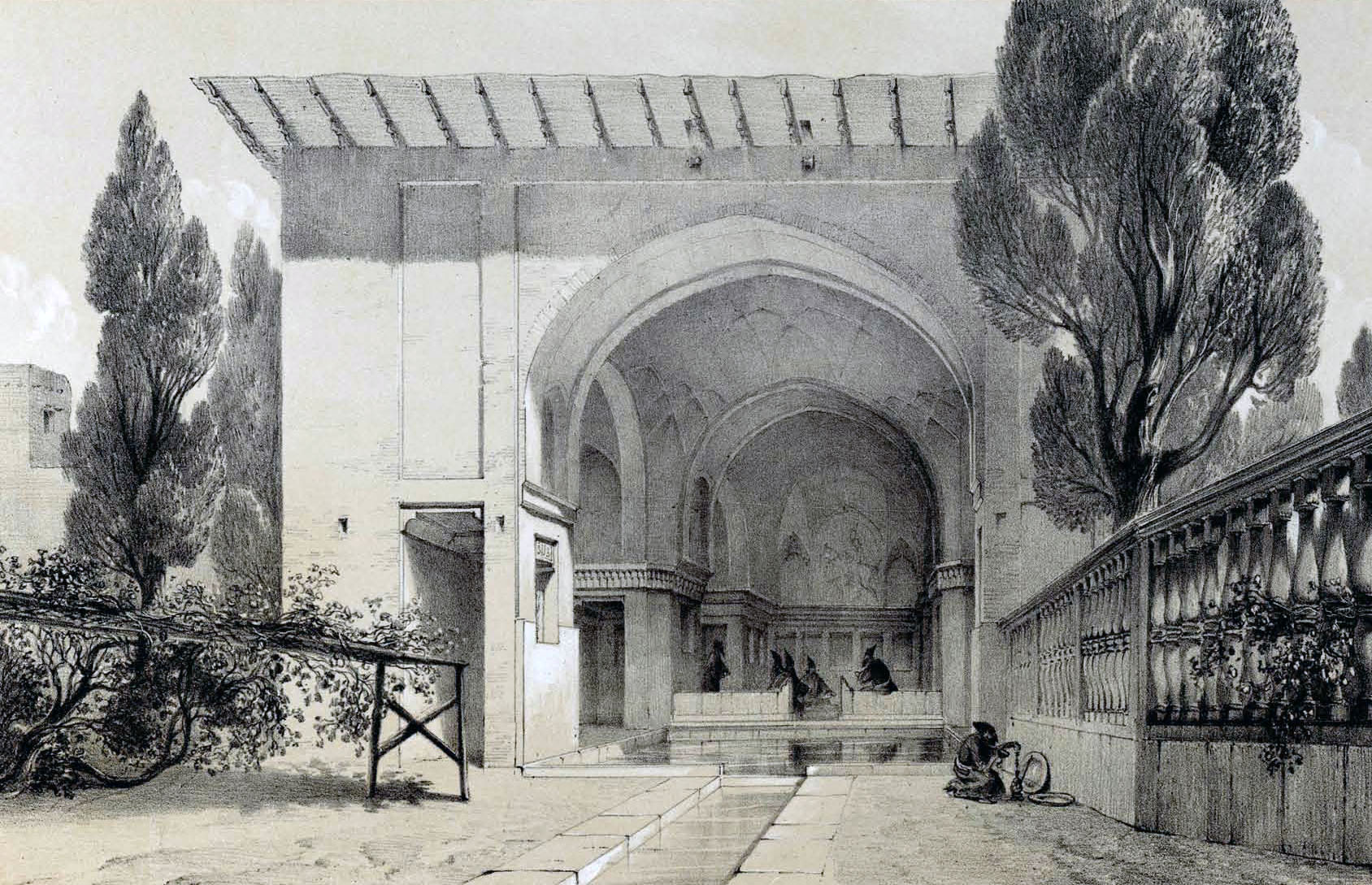
کوشک فین در دوران محمدشاه قاجار؛ کاری از هنرمند فرانسوی اوژن فلاندن
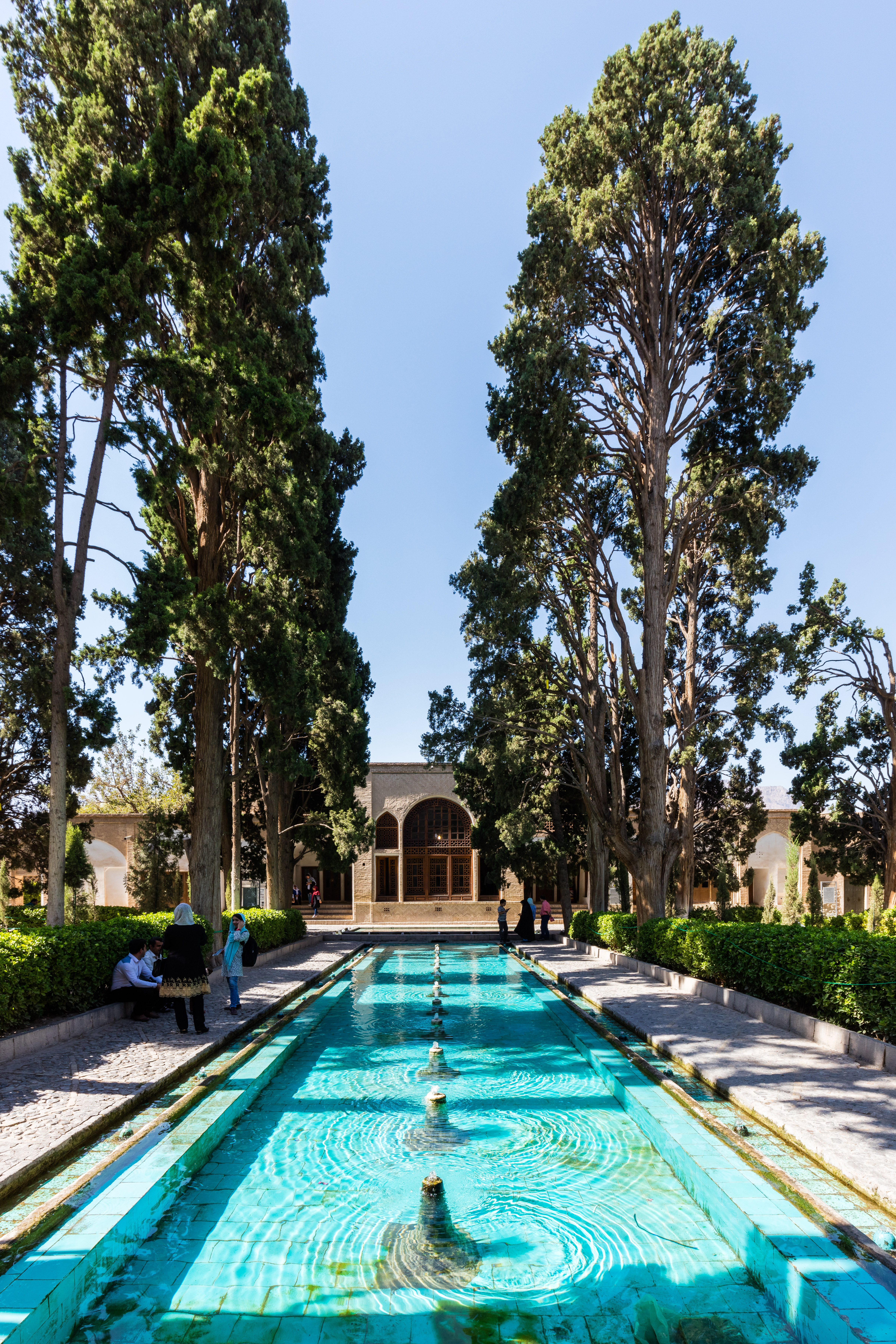
دستشویی